# Business Centre Club

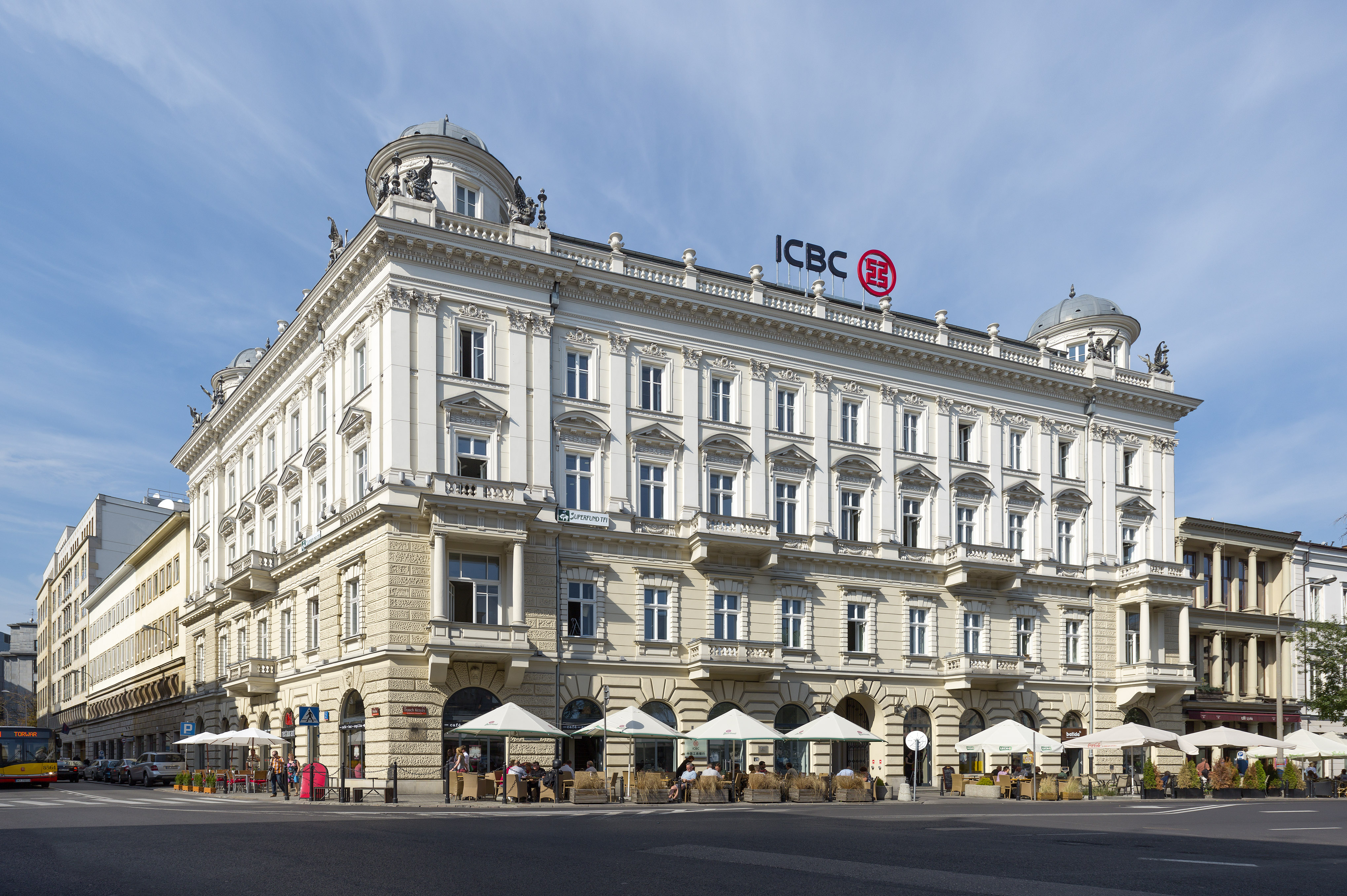
Siedziba BCC w kamienicy pod Gryfami w Warszawie.

Business Centre Club (w skrócie BCC) – stowarzyszenie i organizacja pozarządowa, prowadzona przez Business Centre sp. z o.o., założona w 1991 w Warszawie, zrzeszająca polskich przedsiębiorców oraz pracodawców, zaangażowana we wspieranie rozwoju polskiej gospodarki, a także wspieranie przedsiębiorczości. Siedziba mieści się w Kamienicy pod Gryfami przy placu Trzech Krzyży 18 w Warszawie. Założycielem i prezesem BCC do śmierci w 2022 był Marek Goliszewski. Obecnie prezesem Klubu jest Jacek Goliszewski.
W skład Grupy BCC wchodzą: Klub BCC, Związek Pracodawców BCC i Studenckiego Forum BCC. Członkowie BCC zatrudniają ponad 400 tys. pracowników, a ich siedziby rozlokowane są w blisko 250 miastach. Na terenie całej Polski działają 22 loże regionalne. Do BCC należą przedstawiciele wszystkich branż, międzynarodowe korporacje, instytucje finansowe i ubezpieczeniowe, firmy telekomunikacyjne, najwięksi polscy producenci, uczelnie wyższe, koncerny wydawnicze i znane kancelarie prawne. Członkami Klubu są także prawnicy, dziennikarze, naukowcy, wydawcy, lekarze, wojskowi i studenci.

## Opis
BCC prowadzi działania na rzecz obrony interesów polskich przedsiębiorców, rozwoju gospodarki wolnorynkowej, tworzenia dobrego prawa. Z członkami Klubu konsultowali się dotychczas wszyscy prezydenci  i szefowie rządu RP. Eksperci BCC współtworzą i opiniują ustawy gospodarcze, uczestniczą w pracach komisji parlamentarnych, przekonują do swoich rozwiązań ministrów i posłów. Prace rządu na bieżąco ocenia grupa wybitnych fachowców tworzących Gospodarczy Gabinet Cieni BCC. W klubie działają również Branżowe Komisje BCC, wypracowujące wspólne stanowisko członków klubu z danej gałęzi gospodarki.
Business Centre Club reprezentuje interesy pracodawców w Radzie Dialogu Społecznego i uczestniczy w najważniejszych sprawach społecznych i gospodarczych kraju: bierze udział w pracach nad projektem ustawy budżetowej, negocjuje z przedstawicielami związków zawodowych ponadzakładowe układy zbiorowe pracy, opiniuje akty prawne i ich projekty, występuje do Trybunału Konstytucyjnego z wnioskiem w sprawie zgodności z Konstytucją ustaw i innych przepisów, podejmuje działania wobec administracji publicznej, samorządów, Sejmu i Senatu na rzecz ochrony interesów gospodarczych swoich członków, występuje z powództwami, wnioskami o ściganie, oskarżeniami prywatnymi, przystępuje do toczących się postępowań w interesie członków BCC.
BCC jest organizacją międzynarodową, członkiem Europejskiego Komitetu Ekonomiczno-Społecznego, instytucji opiniującej Komisji Europejskiej w Brukseli. Klub został wyróżniony w siedzibie Parlamentu Europejskiego specjalną nagrodą EKES za znaczący wkład w krzewienie integracji i tożsamości europejskiej. Instytucjami Partnerskimi współpracującymi z BCC są: Cercle de Lorraine - Club van Lotharingen (Bruksela), Polish-American Business Club (Nowy Jork), Polish American Chamber of Commerce of Florida and the Americas (Miami), Business Centre Club (Chicago), Camera di Commercio e Industria Italo-Polacca (Mediolan), Korea International Trade Association (Seul), City University Club (Londyn). Honorowymi członkami BCC zostali m.in.: Angela Merkel, George Bush, Jerzy Buzek, Jacques Chirac, Bill Clinton, Margaret Thatcher, Władysław Bartoszewski, Tony Blair, Wołodymyr Zełenski i papież Franciszek.
Od początku swojego istnienia BCC propaguje idee odpowiedzialności społecznej firm – prowadzi kampanie społeczne, pomaga potrzebującym, nagradza Medalem Solidarności Społecznej osoby zaangażowanych społecznie i budujące solidarność społeczną. W Klubie działa, jako inicjatywa ogólnopolska, Studenckie Forum BCC.
Z badań przeprowadzonych od 1997 roku przez CBM Indicator, Instytut Spraw Publicznych, Instytut Badania Opinii i Rynku Pentor oraz GfK Polonia, wynika, że Business Centre Club jest oceniany przez przedsiębiorców jako najbardziej prestiżowa i skuteczna organizacja tego rodzaju w Polsce

## Laureaci nagród specjalnych BCC – honorowi członkowie klubu
Nagrody Specjalne BCC przyznawane są osobistościom spoza środowiska przedsiębiorców, za przyczynianie się do rozwoju przedsiębiorczości i gospodarki rynkowej w Polsce. Wszyscy laureaci Nagród Specjalnych są Honorowymi Członkami BCC. Wśród dotychczas nagrodzonych znaleźli się:
| Margaret Thatcher        | za zasługi dla rozwoju polskiej gospodarki, za determinację, siłę i wytrwałość w dążeniu do celu |
| George Bush              | za zasługi dla demokratycznych przemian w Polsce i odbudowy polskiej demokracji |
| Leszek Balcerowicz       | za wkład w edukację ekonomiczną i zmianę świadomości gospodarczej społeczeństwa, a tym samym transformację polskiej gospodarki |
| Dariusz Fikus            | za kreatywne kierowanie dziennikiem „Rzeczpospolita” dostarczającym przedsiębiorcom szybkiej i rzetelnej informacji gospodarczej |
| Helmut Kohl              | za zasługi dla rozwoju stosunków polsko-niemieckich, w szczególności współpracy gospodarczej pomiędzy naszymi krajami oraz wsparcie dążeń Polski do członkostwa w Unii Europejskiej |
| Jacek Kuroń              | za pozyskanie społecznego przyzwolenia dla trudnego procesu transformacji gospodarczej w Polsce |
| Jacques Chirac           | za wspieranie rozwoju stosunków gospodarczych między Francją a Polską |
| Wiesław Kaczmarek        | za odważne i konsekwentne realizowanie prywatyzacji polskiej gospodarki |
| Janusz Lewandowski       | za odważne i konsekwentne realizowanie prywatyzacji polskiej gospodarki |
| Jacques Santer           | za wsparcie dążeń Polski do członkostwa w Unii Europejskiej |
| Elżbieta Penderecka      | za umiejętność łączenia kultury i sztuki ze sztuką prowadzenia działalności gospodarczej i charytatywnej |
| Krzysztof Penderecki     | za tworzenie w świecie klimatu przychylnego polskiej twórczości, a w konsekwencji również twórczości gospodarczej polskich przedsiębiorców |
| Hanna Gronkiewicz-Waltz  | za wypracowanie klarownej wizji i strategii działania Narodowego Banku Polskiego oraz za wkład w zagwarantowanie jego niezależności i prowadzenie konsekwentnej polityki stabilizacji polskiego złotego |
| Bill Clinton             | za efektywne popieranie na forum międzynarodowym starań Polski o przyjęcie do NATO i decydującą rolę w głosowaniu tego wniosku przez państwa członkowskie |
| Tadeusz Mazowiecki       | za pokojowe przeprowadzenie kraju od socjalistycznego planowania do prawdziwego rynku i demokracji |
| Madeleine Albright       | za wsparcie udzielane Polsce na arenie międzynarodowej |
| Bronisław Geremek        | za podniesienie rangi spraw gospodarczych w polityce zagranicznej Polski |
| Andrzej Wajda            | za propagowanie polskiej kultury na świecie i tą drogą koncentrowanie zainteresowania Polską społeczności międzynarodowej, za szczególne zaangażowanie w rozwój demokracji w Polsce, która stała się fundamentem nowego ustroju gospodarczego |
| Jan Nowak-Jeziorański    | za wkład w tworzenie i rozwój polskiej demokracji oraz w budowę politycznej i gospodarczej pozycji Polski na arenie międzynarodowej, a szczególnie w Stanach Zjednoczonych |
| José María Aznar         | za konsekwentne wspieranie Polski w negocjacjach z Unią Europejską, za bliską współpracę polityczną i gospodarczą między Polską a Hiszpanią, za wzrost wymiany handlowej między naszymi krajami, za zwiększenie inwestycji hiszpańskich w Polsce, za przyjaźń okazywaną Polsce i Polakom                                                              |
| Bertie Ahern             | za otwarcie irlandzkiego rynku pracy dla Polaków, rozwój dwustronnych stosunków gospodarczych oraz za życzliwość wobec naszego kraju |
| Mikuláš Dzurinda         | za przyjazne i partnerskie stosunki gospodarcze z Polską, dynamiczny rozwój współpracy międzynarodowej w ramach Grupy Wyszehradzkiej, przyczynienie się do intensywnego wzrostu wymiany gospodarczej z Polską, sprzyjanie zagranicznym inwestycjom |
| José Manuel Barroso      | za umacnianie procesu integracji Polski z Unią Europejską, wypracowanie kompromisu budżetowego będącego szansą rozwojową dla Polski i państw członkowskich oraz za wizję i pracę na rzecz przyszłości Europy |
| Władysław Bartoszewski   | za kierowanie polityką zagraniczną sprzyjającą rozwojowi i międzynarodowej pozycji gospodarki narodowej, krzewienie etycznych zasad, wzmacniających wśród przedsiębiorców przekonanie do wartości uczciwego postępowania w biznesie, za wskazywanie postawy prawego człowieka i obywatela, za wiarę i nadzieję, które swoim życiem przekazuje Polakom |
| Lech Wałęsa              | za wieloletnie, konstruktywne i pokojowe przewodzenie zmianom ustrojowym, które doprowadziły do systemu rynkowego w Polsce oraz rozwoju przedsiębiorczości Polaków i wzrostu gospodarczego |
| Jaap de Hoop Scheffer    | za działania na rzecz rozwoju więzi transatlantyckich i wzmocnienia roli NATO w pogłębianiu bezpieczeństwa światowego oraz za przyjaźń dla Polski |
| Jerzy Buzek              | za krajową i międzynarodową działalność społeczną, naukową i polityczną |
| Leszek Miller            | za osobiste podjęcie w 2003 roku decyzji o obniżeniu podatku dla przedsiębiorców z 27% do 19% zwiększającym wpływy do budżetu państwa, za doprowadzenie do uchwalenia pierwszej ustawy o swobodzie działalności gospodarczej oraz za wprowadzenie Polski do Unii Europejskiej na warunkach korzystnych dla polskiej gospodarki i pracodawców          |
| Hanna Suchocka           | za przywrócenie polskiej gospodarce w okresie transformacji solidnej stabilności finansowej, wprowadzenie Polski na ścieżkę szybkiego wzrostu, przeprowadzenie długofalowych reform strukturalnych oraz za utrzymywanie znakomitych stosunków naszego kraju ze Stolicą Apostolską                                                                     |
| Recep Tayyip Erdoğan     | za systematyczne likwidowanie barier stojących na drodze rozwoju gospodarczego, konsekwentne dążenie do budowy demokracji i wolnego rynku oraz wzorcowe przeprowadzenie reform nazwanych Cichą Rewolucją, za rozwój dwustronnych stosunków gospodarczych między naszymi krajami i za przyjaźń okazywaną Polsce i Polakom                              |
| Janusz Onyszkiewicz      | za działania mające na celu wprowadzenie Polski do NATO a tym samym zwiększenia zaufania zagranicznych inwestorów do Polski |
| Janusz Steinhoff         | za skuteczne reformowanie polskiej gospodarki a zwłaszcza za przekształcenia przemysłu ciężkiego |
| Tony Blair               | za wzrost wymiany handlowej do poziomu 6 mld 200 mln £ podczas piastowania przez niego funkcji premiera, przyjęcie polskich pracowników do pracy w Wielkiej Brytanii i poparcie starań Polski o członkostwo w Unii Europejskiej |
| Herman Van Rompuy        | za wkład wniesiony w rozwiązywanie problemów Unii Europejskiej, współtworzenie koncepcji Unii Walutowej, za nadawanie nowych politycznych impulsów Unii Europejskiej oraz stymulowanie i podnoszenie rangi przedsiębiorczości, za przyjaźń dla Polski                                                                                                 |
| Michał Kleiber           | za zaangażowanie w rozwój polskiej gospodarki i przerzucanie pomostów między środowiskami naukowym i biznesowym |
| Bronisław Komorowski     | za aktywne działania na rzecz rozwoju i stabilności naszego kraju, politykę porozumienia i zrozumienia, sprzyjającą rozwojowi polskiej gospodarki i polskich przedsiębiorstw |
| Adam Boniecki            | za wskazywanie Polakom zasad i wartości tolerancji, odwagi, przyzwoitości, prawości, umiaru i dialogu społeczno-obywatelskiego |
| papież Franciszek        | za wskazywanie roli, jaką odgrywają dziś, w niespokojnych czasach, przedsiębiorcy, którzy nie poddali się władzy pieniądza, ale traktują go jako narzędzie służące ludziom |
| Angela Merkel            | za intensywny rozwój polsko-niemieckich stosunków gospodarczych, handlowych i sąsiedzkich oraz stworzenie klimatu przychylności ze strony najwyższych władz Niemiec |
| Werner Hoyer             | za wsparcie w latach 2012–2016 polskiej gospodarki oraz przedsiębiorców kwotą ponad 25 mld EUR kredytów |
| Norman Davies            | za wskazywanie Polakom drogowskazów na przyszłość badaniem ich historycznych sukcesów i porażek |
| gen. Frederick B. Hodges | za wkład w spójność Sojuszu Północnoatlantyckiego, wzmacnianie jego wschodniej flanki, stymulowanie debaty na temat solidarności członków NATO, a także za przyjaźń wobec Polski |
| Wołodymyr Zełenski       | za wolę zwycięstwa oraz wkład w relacje gospodarcze między Polską a Ukrainą |
| Adam Bodnar              | za działania jako Rzecznika Praw Obywatelski, na rzecz praworządności i stabilności prawa – warunków niezbędnych dla prawidłowego funkcjonowania i rozwoju polskiej przedsiębiorczości, a także za znaczący wkład w przestrzeganie praw obywatelskich oraz skuteczne budowanie społeczeństwa obywatelskiego w naszym kraju                            |
| Mark Brzezinski          | za zasługi dla wzmacniania i rozwoju polskiej przedsiębiorczości i działania na rzecz pogłębiania więzi transatlantyckich |